# Alfons Singer
Alfons Singer (* 16. September 1884 in Kipfenberg; † 25. November 1951 in München) war ein deutscher Kirchenmusiker und Musikpädagoge.

## Leben und Werk
Alfons Singer studierte Musik und Musikgeschichte an der Musikakademie und der Universität in München. Er promovierte 1921 bei dem Musikwissenschaftler Adolf Sandberger mit der Arbeit Leben und Werke des Augsburger Domkapellmeisters Bernhard Klingenstein 1545–1614 (ungedruckt) zum Dr. phil.
Alfons Singer wirkte ab 1913 in München als Chorregent und Kirchenmusikdirektor an St. Joseph, ab 1925 als Kapellmeister an der St. Michaelshofkirche (Jesuitenkirche) und ab 1926 auch als Leiter der Staatlichen Vokalkapelle an der Allerheiligen-Hofkirche sowie als Musiklehrer.